# غولدن بيتش
غولدن بيتش (بالإنجليزية: Golden Beach)‏ هي مدينة أمريكية تقع في ولاية فلوريدا. تبلغ مساحة هذه المدينة 1 (كم²)،ويبلغ عدد سكانها 909 نسمة حسب إحصاء سنة 2010 م 909.تشير إحصاءات سنة 2000م بأن الكثافة السكانية في هذه المدينة تقدر بـ(1039.6) نسمة/كم2 